# روبرتو ألفاريز ريوس
روبرتو ألفاريز ريوس هو رسام وفنان كوبي، ولد في 17 سبتمبر 1932 في هافانا في كوبا.